# 2000 DG8
2000 DG8 là một centaur tối và damocloid trên quỹ đạo ngược và rất lập dị từ khu vực bên ngoài của Hệ Mặt Trời. Nó được quan sát lần đầu tiên vào ngày 25 tháng 2 năm 2000, bởi các nhà thiên văn học với chương trình LINEAR tại ETS của Lincoln Lab gần Socorro, New Mexico, Hoa Kỳ. Nó đã không được quan sát kể từ năm 2001. Đối tượng không bình thường này có đường kính khoảng 16 km (9,9 dặm). 2000 DG8 được quan sát lần đầu tiên vào ngày 25 tháng 2 năm 2000, bởi các nhà thiên văn học của nghiên cứu tiểu hành tinh gần Trái Đất Lincoln (LINEAR) tại Khu thử nghiệm thí nghiệm của Phòng thí nghiệm Lincoln gần Socorro, New Mexico, Hoa Kỳ.

## Quỹ đạo và phân loại
2000 DG8 là một thành viên trong nhóm centaur và damocloid không ổn định. Với bề mặt tối của cơ thể và quỹ đạo giống như sao chổi, nó có thể là một sao chổi không hoạt động. Nó quay quanh Mặt trời ở khoảng cách 2,2-19,3 AU cứ sau 35 năm và 4 tháng (12.893 ngày; trục bán chính là 10,76 AU). Quỹ đạo của nó có độ lệch tâm cao 0,79 và độ nghiêng 129 ° so với đường hoàng đạo. Với độ nghiêng trên 90 °, Đây là một trong khoảng 100 hành tinh nhỏ được biết đến với quỹ đạo ngược quanh Mặt trời. Đối tượng cũng có tham số Tisserand âm.  Vòng cung quan sát của cơ thể bắt đầu bằng lần quan sát đầu tiên tại Socorro vào tháng 2 năm 2000. Nó được quan sát lần cuối vào năm 2001 khi nói đến perihelion (cách tiếp cận gần nhất với Mặt trời), và tiếp theo sẽ đến perihelion vào tháng 4 năm 2036.